# هاولی هاروی کریپن

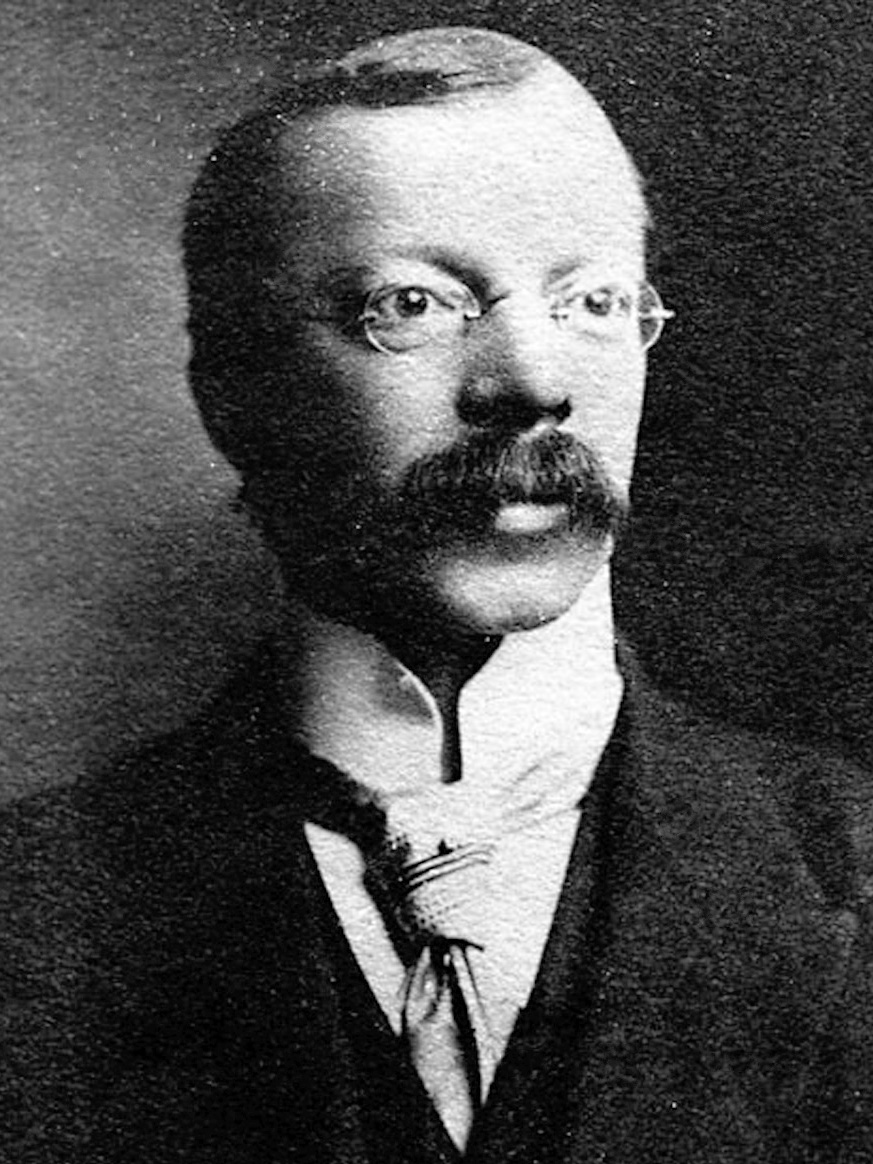
هاولی هاروی کریپن در سال ۱۹۱۰

هاولی هاروی کریپن (به انگلیسی: Hawley Harvey Crippen) (متولد ۱۱ سپتامبر ۱۸۶۲ – درگذشته ۲۳ نوامبر ۱۹۱۰)، که معروف به دکتر کریپن است، یک هومیوپات، متخصص گوش و چشم، و داروساز آمریکایی بود. او به جرم قتل همسرش در زندان پنتونویل لندن با اسکوپولامین به اعدام محکوم شد. کریپن یکی از اولین جنایت‌کارانی بود که با کمک تلگراف بی‌سیم دستگیر شد. در همین راستا، کتابی تحت عنوان «محاکمه هاولی هاروی کریپن» (The Trial of Hawley Harvey Crippen) توسط فیلسون یانگ (Filson Young) در سال ۱۹۵۰ نگاشته شده و توسط انتشارات بلومس بری (Bloomsbury) به چاپ رسیده است. این کتاب یک بررسی جامع از محاکمه و حوادثی است که منجر به دستگیری و محاکمه او شد.

## اوایل زندگی و حرفه
کریپن در شهر Coldwater، ایالت میشیگان، تنها فرزند بازمانده از اندرس اسکینر (۱۹۰۹–۱۸۳۵) و مایرون آگوستوس کریپن (۱۹۱۰–۱۸۳۵) است که یک تاجر بود. کریپن ابتدا در دانشکده پزشکی هومیوپاتی دانشگاه میشیگان تحصیل کرد و در سال ۱۸۸۴ از کالج پزشکی هومیوپاتی کلیولند فارغ‌التحصیل شد. همسر اول کریپن، شارلوت، در سال ۱۸۹۲ بر اثر سکته مغزی درگذشت و کریپن سرپرستی پسرش هاولی اتو (۱۹۷۴–۱۸۸۹) را به والدینش که در سن‌خوزه، کالیفرنیا زندگی می‌کردند سپرد. کریپن که به‌عنوان یک هومیوپات واجد شرایط بود، شروع به تمرین در نیویورک کرد. وی آنجا در سال ۱۸۹۴ با همسر دوم خود (کورین کورا ترنر) ازدواج کرد. کورا که با نام هنری بل المور اجرا می‌کرد، با نام واقعی «کونیگونده ماکاموتسکی» متولد شد. وی از مادری آلمانی و پدری لهستانی-روسی و یک خواننده بالقوه در تالار موسیقی بود که آشکارا با اکثر مردان آمیزش جنسی داشت.
در سال ۱۸۹۷، کریپن به همراه همسرش به انگلستان نقل مکان کرد. گرچه مدارک پزشکی او در ایالات متحده کافی نبود که به او اجازه دهد به‌عنوان پزشک در بریتانیا کار کند، اما او پیوسته به‌عنوان توزیع‌کننده دارو به کار خود ادامه می‌داد. کورا با تعدادی از بازیگران مختلف آن زمان، از جمله لیل هاثورن از خواهران هاثورن و شوهر و مدیر لیل مردی به نام (جان نش) معاشرت می‌کرد. کریپن در سال ۱۸۹۹ از شرکت مونیون اخراج شد زیرا زمان زیادی را برای مدیریت حرفه همسرش صرف می‌کرد. سپس او مدیر مؤسسه دروئت برای ناشنوایان شد. او در سال ۱۹۰۰ اتل له نیو، یک بانوی تایپیست جوان را جهت کار برای خودش استخدام کرد. از سال ۱۹۰۵ به بعد این دو با هم رابطه نامشروع داشتند. خانواده کریپن‌ها پس از زندگی در آدرس‌های مختلف لندن، سرانجام در سال ۱۹۰۵ به خیابان سی و نهم هیل دراپ کرسنت در لندن نقل مکان کردند، جایی که برای افزایش درآمد ناچیز کریپن اقامتگاهی را برای مسافران نیز راه‌اندازی کردند. کورا با یکی از مهمان‌هایی که به این اقامتگاه آمده بود نیز رابطه نامشروع داشت و کریپن هم خود در سال ۱۹۰۸، له نیو را به‌عنوان معشوقه خود انتخاب کرد.

## قتل و ناپدید شدن
پس از یک مهمانی در خانه آنها در ۳۱ ژانویه ۱۹۱۰، کورا ناپدید شد. هاولی کریپن مدعی شد که همسرش به ایالات متحده بازگشته است و بعداً اضافه کرد که در کالیفرنیا مرده و جسد وی سوزانده شده است. در همین حین معشوقه او اتل له نیو، به هیلدراپ کرسنت نقل مکان کرد و آشکارا شروع به پوشیدن لباس‌ها و جواهرات کورا کرد. پلیس برای اولین بار را از دوست کورا، زنی به نام کیت ویلیامز معروف به ولکانا، خبر ناپدید شدن وی را شنید. ولکانا همین‌طور از یکی از دوستان شخصی‌اش به نام «فرانک فراست» که سرپرست اسکاتلند یارد هم بود درخواست کرد که موضوع را جدی‌تر بررسی کند. سپس خانه دکتر کریپن مورد بازرسی قرار گرفت اما چیزی پیدا نشد. کریپن اما خود نیز توسط بازرس ارشد والتر دیو بازجویی شد و در این بازجویی وی اعتراف کرد که داستان مرگ همسرش را جعل کرده و توضیح داد که برای جلوگیری از شرمندگی شخصی آن را ساخته است؛ زیرا در واقع کورا او را ترک کرده و به همراه یکی از معشوقه‌هایش مردی به نام «بروس میلر» به آمریکا گریخته است. پس از بازجویی و جستجوی سریع خانه، آقای والتر دیو داستان کریپن را پذیرفت. با این حال، کریپن و لو نیو این را نمی‌دانستند و وحشت‌زده به بروکسل در بلژیک گریختند و شب را در هتلی سپری کردند. روز بعد، آنها به آنتورپ رفتند و سوار بر کشتی کانادایی به نام SS Montrose به مقصد کانادا شدند. ناپدید شدن آنها باعث شد پلیس در اسکاتلندیارد سه بازرسی دیگر از خانه را انجام دهد. آنها در چهارمین و آخرین جستجو، یک نیم‌تنه از یک انسان را پیدا کردند که زیر کف آجری زیرزمین دفن شده بود. ویلیام ویلکاکس (بعدها سر ویلیام ویلکاکس، تحلیلگر علمی ارشد وزارت انگلیس) آثاری از داروی آرامبخش اسکوپولامین را در جسد پیدا کرد. بقایای به‌جامانده از این دارو توسط یک تکه از پوست از شکم جسد شناسایی شد. سر، اندام‌ها و اسکلت هرگز پیدا نشد. بقایای او بعداً در قبرستان سنت پانکراس در شرق فینچلی به خاک سپرده شد.

## دستگیری در آتلانتیک
در همین حین، کریپن و معشوقه‌اش له نیو در حال عبور از اقیانوس اطلس در کشتی مونتروز بودند و له نیو نیز لباس مبدل مردانه پوشیده بود. کاپیتان هنری جورج کندال فراریان را شناسایی کرد و درست قبل از اینکه از اتاق فرستنده کشتی خود خارج شود، از تلگرافیست حاضر در کشتی مردی به نام ارنست هیوز خواست تا یک تلگراف بی‌سیم برای مقامات بریتانیا بفرستد، که متن آن حاوی این جملات بود: 《به اطلاع می‌رسانم، که قاتل و همدست قتل در زیرزمین کریپن لندن در میان مسافران من هستند. مسافر سبیلش را زده و ریش گذاشته است. همدستش لباس مبدل مردانه پوشیده است. 》 اگر کریپن در قسمت درجه سه کشتی سفر می‌کرد احتمالاً از توجه کندال دور می‌شد و احتمالاً از چنگ عدالت می‌گریخت. سرنوشت اما داستان متفاوتی را برای وی نوشته بود. به‌زودی کشتی وارد بندر لیورپول شد و قبل از اینکه کریپن به شهر کبک در کانادا برسد اسکاتلندیارد با مقامات کانادایی تماس گرفته و هماهنگی‌ها جهت دستگیری وی را انجام داده بود. هنگامی که کشتی مونتروز وارد رودخانه سنت لوران شد، بازرس ویژه اسکاتلندیارد با لباس مبدل به عنوان یک خلبان هواپیما سوار کشتی شد. کانادا در آن زمان هنوز یک مستعمره در امپراتوری بریتانیا بود. کندال از کریپن دعوت کرد تا در حین ورود خلبانان به کشتی با آنها ملاقات کند. در هنگام ملاقات، بازرس کلاه خلبانی‌اش را برداشت و گفت: «صبح بخیر دکتر کریپن. آیا من را می‌شناسید؟ من سربازرس دیو از اسکاتلندیارد هستم.» پس از مکثی، کریپن پاسخ داد: «خدا را شکر که تمام شد. درگیری فکری خیلی طولانی‌ای بود. من دیگر نمی‌توانستم بیشتر از این تحمل کنم.» سپس مچ دستش را برای دستبند زدن دراز کرد. کریپن و معشوقه‌اش له نیو در ۳۱ ام روز از ژوئیه سال ۱۹۱۰ در کشتی مونتروز دستگیر شدند. کریپن با کشتی اس اس مگانتیک به بریتانیا بازگردانده شد.